# 疏花变豆菜
疏花变豆菜（学名：Sanicula tienmusis）为伞形科变豆菜属的植物。分布在中国大陆的四川等地，生长于海拔2,200米的地区，一般生于沟边及林下，目前尚未由人工引种栽培。